# 五年制專科學校
五年制專科學校，簡稱五專，是中華民國專科學校中技術及職業教育的一環。招收對象為國民中學畢業生，畢業後可獲副學士學位。

## 簡介
五專係指五年制的專科學校；其他分別有三專（招收普通高中學生，已停招）、二專（招收技術高中學生）、二技（招收二專及五專生）、四技（招收技術高中學生）。學生人數以五專為最多。
招收對象為國民中學畢業生，透過國中教育會考之方式，五專各校科以「免試入學」為主要招生管道。並為全國一區，分為北、中、南3個招生委員會辦理招生，學生不限原就讀國中地點，皆可分別向北、中、南區聯合免試入學招生委員會報名，各區限擇一所五專招生學校提出申請。
總畢業學分數需修滿220學分（必修160~190學分，選修至少30～60學分）。隨後可獲副學士學位。可選修他科之選修，惟個人本科選修不得少於20選修學分。畢業生可繼續升學二技，修業二年取得學士學位，亦可報名大學及四技轉學生招生，完成大學學歷，繼續就讀研究所。目前招生學校和總招生名額總計共有46所招生學校，總招生名額共20,016名。

## 沿革
- 1939年，教育部曾令知各專科學校得設置五年制課程，並先行試辦蠶絲、音樂、藝術、獸醫等科；這是設立五年制專科學校之濫觴。[4]
- 1948年，臺灣省立臺北工業職業學校改制為臺灣省立臺北工業專科學校（現國立臺北科技大學），五專部招收國中畢業生、三專部招收高中畢業生。
- 1949年，政府播遷來臺，各類專科學校的設立仍依照舊有的教育法令規定辦理
- 1954年，臺灣省立臺北高級護理助產職業學校改制為臺灣省立臺北護理專科學校（現國立臺北護理健康大學），為台灣第一間護理專科學校。同年，臺灣省立屏東農業職業學校改制為臺灣省立農業專科學校，乃第一所日治時期農校改制的農業專科學校（現國立屏東科技大學）。
- 1963年，設立「臺灣省立高雄工業專科學校」（現國立高雄科技大學建工校區），初設五年制化工、土木兩科[5] [6]，為首間非經由高級職業學校改制之公立專科學校。同年度，臺灣省立臺中商業職業學校改制「臺灣省立臺中商業專科學校」（現國立臺中科技大學）。
- 1964年，為加速培育經濟建設所需之中級技術與佐理人才，教育部分別公布了〔專科以上學校夜間部設置辦法〕與〔公私立專科學校試辦二年制實用技藝部辦法〕，以期能充分利用各專上學校之師資、設備與教學資源。
- 1965年，臺灣基督教長老教會於馬偕傳教士設立的牛津學堂原址，設立淡水工商管理專科學校（現真理大學）。同年，台南家政專科學校奉准立案招生（現台南應用科技大學），設立五年制家政、服裝設計及會計統計三科。
- 1966年，嘉南藥學專科學校（現嘉南藥理大學）創校，設有五年制藥學科（修業六年），為臺灣第一所藥事專科學校。
- 1967年，聖公會臺灣教區主教在淡水創辦新埔工業專科學校（現聖約翰科技大學），募集資金主要來自基督教臺灣聖公會、上海聖約翰大學與聖瑪利亞女校在臺校友會
- 1968年，婦嬰高級助產職業學校（現輔英科技大學）改制為婦嬰護理助產專科學校為第一所私立護理職業學校改制五專也是第一所私立護理五專及二專
- 1971年，光武工業專科學校成立（現臺北城市科技大學）。
- 1972年，教育政策注重教育品質之提高，始限制專科學校數量上的擴充，五年制專科學校學生人數的增加才稍見緩和。
- 1980年，臺灣省立雲林工業專科學校成立（現國立虎尾科技大學），設置五專機械製造科、機械材料科、機械設計科、動力機械科、電機工程科。
- 1992~1993年，全盛時期全體專科學校在學學生共34萬8803人，其中五專的學生數有18萬9626人
- 1997年，教育部要求五專部停止招生。隔年停招五專部，當年北區五專報考人數驟降3萬人（將近15%）。往後幾年，各公、私立專科學校陸續升格科技大學，並適度縮減甚至停招專科部。[7]同年輔英醫事護理專科學校（現輔英科技大學）升格為輔英技術學院為臺灣第一所私立醫護專科學校率先改制技術學院
- 2002年，教育部正式推動護校改革，將護理教育由高職教育上推至專科教育[8]，全國共16間護校紛紛進行改制之籌備工作。
- 2003年，順應教育部護校改革之政策，育英高級護理助產職業學校及敏惠高級護理助產職業學校，率全國所有護校之先，分別改制為育英醫護管理專科學校、敏惠醫護管理專科學校。
- 2004年，引進副學士學位，專科學校畢業生改頒副學士學位證書。[9]
- 2005年，全國共16間高職護校，除臺北市稻江護家、臺南縣華濟永安高中未順應政策改制為護專而停招護理科之外，其餘14間護校已全數改制為護專。
- 2006年，應地方人士要求，國立臺東高級農工職業學校改制為國立臺東專科學校並附設高職部。[10]。
- 2015年，康寧醫護暨管理專科學校併入康寧大學（前身為立德管理學院、立德大學），成為全國第一所跨足高教與技職體系的私立大學[11]。

## 特色
- 入學方案多樣，可單獨招生，免試入學，技能優異入學等。
- 注重校外實習，考取證照，徹底落實專業證照制度，保證畢業即就業之優勢。
- 科系分別，與高職急就章不同，在學能從理論明確了解到實際。三年基礎，兩年實習(各校系有所不同)
- 五專四、五年級皆有畢業專題製作課程，鼓勵技專校院學生報名參加「全國技專校院學生專題製作競賽成果展示」。[9]

## 科系列表
設立多種科系，並由大學相關系所專門教師教授課程。
- 護理類
- 醫事類(醫學檢驗)
- 醫事類(物理治療)
- 醫事類(放射技術)
- 醫事類(牙體技術)
- 醫事類(口腔衛生)
- 醫事類(生物技術)
- 醫事類(生物科技)
- 視光類
- 幼保類
- 老人照顧類
- 生命關懷事業類
- 衛生類
- 外語類
- 餐旅管理類
- 食品類
- 觀光休閒類
- 美容類
- 商管財金類
- 資訊管理類
- 電機電子類
- 機械類
- 化工類
- 化材類
- 工業工程與管理類
- 土木建築類
- 農業類
- 海事類
- 航空類
- 文創設計類
- 藝術與表演類[12]
- 軍警類

## 設置五專部學制的大專院校

### 綜合大學
- 康寧大學

### 科技大學
- 國立臺北科技大學
- 國立臺北商業大學
- 臺北城市科技大學
- 醒吾科技大學
- 致理科技大學
- 華夏科技大學
- 宏國德霖科技大學
- 台北海洋科技大學
- 崇右影藝科技大學
- 龍華科技大學
- 大華科技大學
- 國立臺中科技大學
- 弘光科技大學
- 南開科技大學
- 國立虎尾科技大學
- 中華醫事科技大學
- 台南應用科技大學
- 正修科技大學
- 南臺科技大學
- 國立高雄科技大學
- 輔英科技大學
- 文藻外語大學
- 東方設計大學
- 美和科技大學
- 慈濟科技大學
- 國立澎湖科技大學
- 嘉藥學校財團法人嘉南藥理大學
- 敏實科技大學

### 技術學院
- 德育護理健康學院(經國管理暨健康學院)
- 黎明技術學院
- 大同技術學院
- 中信金融管理學院
- 南亞技術學院

### 專科學校
- 國立臺南護理專科學校
- 國立臺東專科學校
- 馬偕醫護管理專科學校
- 耕莘健康管理專科學校
- 新生醫護管理專科學校
- 聖母醫護管理專科學校
- 仁德醫護管理專科學校
- 慈惠醫護管理專科學校
- 樹人醫護管理專科學校
- 育英醫護管理專科學校
- 敏惠醫護管理專科學校
- 崇仁醫護管理專科學校

### 軍警類
培養技職人才，同時建立保家衛國之態勢。
- 臺灣警察專科學校
- 陸軍專科學校
- 空軍航空技術學院

## 出國留學
依美國在台協會表示，五專畢業生不得以學士學歷進入研究所就讀碩士學位。